# Lombardei-Rundfahrt 2021
Die Lombardei-Rundfahrt 2021 war die 115. Austragung des italienischen Eintagesrennens. Das Rennen fand am 9. Oktober statt und war Teil der UCI WorldTour 2021. Die Lombardei-Rundfahrt gehörte wie Mailand–Sanremo, Paris–Roubaix, die Flandern-Rundfahrt und Lüttich–Bastogne–Lüttich zu den Monumenten des Radsports.

## Teilnehmende Mannschaften und Fahrer
Neben den 19 UCI WorldTeams standen 6 UCI ProTeams am Start. Für jedes Team, mit Ausnahme von EF Education-Nippo, starteten sieben Fahrer. Von den 174 Fahrern erreichten 107 Fahrer das Ziel.
Mit Bauke Mollema (Trek-Segafredo), Thibaut Pinot (Groupama-FDJ), Vincenzo Nibali (Trek-Segafredo) und Daniel Martin (Israel Start-Up Nation) standen vier ehemalige Sieger des Rennens am Start.
Als Favoriten galten der Vuelta a España-Sieger Primož Roglič (Jumbo-Visma), der Tour-de-France-Sieger Tadej Pogačar (UAE Team Emirates), der Weltmeister Julian Alaphilippe, Remco Evenepoel, João Almeida (alle Deceuninck-Quick-Step), Adam Yates (Ineos Grenadiers), Alexander Wlassow (Astana-Premier Tech), Alejandro Valverde (Movistar), Michael Woods (Israel Start-Up Nation), Bauke Mollema, Vincenzo Nibali (beide Trek-Segafredo), Simon Yates (BikeExchange), Rigoberto Urán (EF Education-Nippo), Romain Bardet (DSM), Thibaut Pinot und David Gaudu (beide Groupama-FDJ).
Mit Jonas Vingegaard, Steven Kruijswijk, George Bennett (Jumbo-Visma), Brandon McNulty, Davide Formolo, Marc Hirschi (alle UAE Team Emirates), Mikel Landa (Bahrain-Victorious), Emanuel Buchmann (Bora-Hansgrohe), Daniel Martin (Israel Start-Up Nation), Nairo Quintana (Arkéa Samsic), Fausto Masnada (Deceuninck-Quick-Step), Tao Geoghegan Hart, Gianni Moscon (beide Ineos Grenadiers) und Guillaume Martin (Cofidis) standen weitere starke Bergfahrer am Start.

## Streckenführung
Die Strecke führte über 239 km und 4500 Höhenmeter von Como über die Bergamasker-Alpen nach Bergamo. Zuletzt wurde diese Route im Jahr 2016 befahren, da das Rennen in den vergangenen vier Austragungen in Como zu Ende gegangen war. In weiterer Folge war die Muro di Sormano nicht Bestandteil des Rennens.
Der neutralisierte Start erfolgte vor dem Dom zu Como unweit des Ufers des Comer Sees. Nach dem offiziellen Start führte die Route in Richtung Norden durch in das Triangolo Lariano, wo nach 38,6 Kilometern der Anstieg nach Madonna del Ghisallo auf dem Programm stand. Der Anstieg wurde jedoch von der leichteren Südseite befahren. Anschließend führte die Strecke Richtung Süden nach Lecco.
Nach den ersten 100 Kilometern folgte die Anstiege nach Roncola, Berbenno, Dossena. Der höchste Punkt des Rennens, Zambla Alta (1257 m), wurde nach 175,3 Kilometern erreicht. 31,8 Kilometer vor dem Ziel folgte mit dem Passo di Ganda der letzte hohe Anstieg des Rennens. Nach einer kurvenreichen Abfahrt über Selvino, erreichten die Fahrer schließlich Bergamo über das Valle Seriana.
Der letzte kurze Anstieg, der Colle Aperto, führte über eine eng Kopfsteinpflasterstraße durch das San Lorenzo Tor in die Oberstadt von Bergamo (Città Alta). Die letzten drei Kilometer führten bergab entlang der Stadtmauer durch das Sant’ Agostino Tor in die Unterstadt (Città Bassa), wo das Ziel auf der Viale Roma auf Höhe der Porta Nuova lag.
| # |                             | Kilometer | Höhe (m) | Läng (km) | Ø Steigung | max. Steigung |
| - | --------------------------- | --------- | -------- | --------- | ---------- | ------------- |
| 1 | Madonna del Ghisallo        | 38,6      | 755      | 9,9       | 3,8 %      | 10 %          |
| 2 | Roncola Alto                | 101,4     | 858      | 9,4       | 6,6 %      | 17 %          |
| 3 | Berbenno                    | 129,5     | 705      | 6,8       | 4,6 %      | 8 %           |
| 4 | Dossena                     | 161,1     | 992      | 11        | 6,2 %      | 11 %          |
| 5 | Zambla Alta                 | 175,3     | 1257     | 9,5       | 3,5 %      | 10 %          |
| 6 | Passo di Ganda              | 207,2     | 1058     | 9,2       | 7,3 %      | 15 %          |
| 7 | Colle Aperto (Bergamo Alta) | 235,8     | 371      | 1,3       | 7,9 %      | 12 %          |
|   | Ziel                        | 239       |          |           |            |               |

## Rennverlauf
Start und frühe Rennphase
Nach dem offiziellen Start versuchten unterschiedliche Fahrer sich auf den ersten 40 flachen Kilometern abzusetzen. Schlussendlich bildete sich eine Gruppe am Fuße des Anstieges nach Madonna del Ghisallo. Mit dabei waren Jan Bakelants (Intermarché-Wanty-Gobert Matériaux), Amanuel Ghebreigzabhier (Trek-Segafredo), Chris Hamilton (DSM), Domen Novak (Bahrain Victorious), Thomas Champion (Cofidis), Mattia Bais (Androni Giocattoli-Sidermec), Andrea Garosio (Bardiani CSF Faizanè) und Davide Orrico (Vini Zabù). Wenig später stießen Victor Campenaerts (Qhubeka NextHash) und Tim Wellens (Lotto Soudal) zu ihnen und bildeten die 10-köpfige Ausreißergruppe. Rund 200 Kilometer vor dem Ziel überquerte die Ausreißergruppe den Anstieg der Madonna del Ghisallo mit einem Vorsprung von zweieinhalb Minuten auf das Hauptfeld.
Nach der anschließenden Abfahrt stürzte Jaakko Hänninen (AG2R Citroën) und musste das Rennen aufgeben. Auf dem Weg nach Lecco bestimmte die Israel Start-Up Nation-Mannschaft das Tempo. Dennoch fuhr die Fluchtgruppe mit einem Vorsprung von über sechs Minuten in den Anstieg nach Roncola ein.
Anstiege und frühe Attacken
Auf den Anstiegen nach Roncola und Berbenno sank der Vorsprung der Ausreißergruppe auf dreieinhalb Minuten. Im Hauptfeld bestimmten Koen Bouwman (Jumbo-Visma) und Fausto Masnada (Deceuninck-Quick-Step) für die meiste Zeit das Tempo.
Auf dem Anstieg nach Dossena verlor Davide Orrico den Anschluss an die Spitzengruppe. Dahinter griff Eddie Dunbar (Ineos Grenadiers) gemeinsam mit Andrea Bagioli (Deceuninck-Quick-Step) 85 Kilometer vor dem Ziel an. Wenig später folgte Steven Kruijswijk (Jumbo-Visma), ehe sein Teamkollege Primož Roglič die Lücke schloss und das Hauptfeld wieder an die Ausreißer heranführte. Während Chris Froome (Israel-Start-Up Nation) den Kontakt zum Hauptfeld verlor, folgte die nächste Attacke von Ben Tulett (Alpecin-Fenix), der Pawel Siwakow (Ineos Grenadiers), George Bennett (Jumbo-Visma), Neilson Powless (EF Education-Nippo) und Fausto Masnada (Deceuninck-Quick-Step) folgten. Kurz darauf schloss auch Michael Storer (DSM) zu den Ausreißern auf, sodass sich eine gefährliche Gruppe mit sechs starken Bergfahrern bildete. Auch diese Gruppe wurde jedoch schnell wieder durch eine Tempoverschärfung von Marc Hirschi (UAE Team Emirates) gestellt. Auch eine Attacke von Tao Geoghegan Hart (Ineos Grenadiers) blieb ohne Erfolg.
In der Spitzengruppe forcierte Andrea Garosio das Tempo, dem nur noch Mattia Bais, Domen Novak, Jan Bakelands, Christopher Hamilton und Amanuel Ghebregzabhier folgen konnten. Ihr Vorsprung war durch die zahlreichen Tempoverschärfungen im Hauptfeld jedoch auf zwei Minuten gesunken.
Nach einer kurzen Abfahrt folgte mit der Zambla Alta der höchste Punkt des Rennens. Am Fuß der Steigung, rund 72 Kilometer vor dem Ziel griff Pawel Siwakow erneut an. Ihm folgten Marc Hirschi, Mattia Cattaneo, Jonas Vingegaard (Jumbo-Visma) und Romain Bardet (DSM). Doch auch diese Gruppe konnte sich nicht entscheidend absetzten und wurde noch vor der Zamba Alta wieder gestellt. Jan Bakelands verlor kurz vor der Kuppe den Anschluss an die Spitzengruppe, deren Vorsprung bei der Überquerung des höchsten Punktes nur noch 30 Sekunden betrug.
In der Abfahrt hielt die Mannschaft Deceuninck-Quick-Step das Tempo hoch und holte die Spitzengruppe 56 Kilometer vor dem Ziel ein. Kurz zuvor stürzten Alexei Luzenko (Astana-Premier Tech) und Davide Formolo (UAE Team Emirates) in der Abfahrt und verloren den Kontakt zum Hauptfeld.
Entscheidende Phase
Auf dem letzten längeren Anstieg, dem Passo di Ganda, wurde das Feld durch das hohe Tempo in die Länge gezogen und zerfiel in einzelne Gruppen. Neben Simon Yates (BikeExchange), Dylan Teuns (Bahrain Victorious) und Rigoberto Urán (EF Education-Nippo), verlor auch der Vorjahres-Dritte Alexander Wlassow (Astana-Premier Tech) bereits früh den Kontakt zu den anderen Favoriten. Durch eine Tempoverschärfung der Ineos Grenadiers fiel auch Remco Evenepoel (Deceuninck-Quick-Step) 37 Kilometer vor dem Ziel zurück.
35,5 Kilometer vor dem Ziel konterte Tadej Pogačar (UAE Team Emirates) eine Attacke von Vincenzo Nibali (Trek-Segafredo) und setzte sich allein an die Spitze des Rennens. Dahinter formierte sich eine kleine Gruppe weiterer Favoriten, in der Primoz Roglic, Jonas Vingegaard (beide Jumbo-Visma), Julian Alaphilippe, Fausto Masnada (beide Deceuninck-Quick-Step), Adam Yates (Ineos Grenadiers), Alejandro Valverde (Movistar), Michael Woods (Israel Start-Up Nation), Romain Bardet (DSM) und David Gaudu (Groupama-FDJ) vertreten waren. Tadej Pogačar konnte seinen Vorsprung stetig ausbauen und überquerte den Passo di Ganda mit einem Vorsprung von mehr als einer halben Minute auf seine Verfolger.
In einer kleinen Gegensteigung, 30 Kilometer vor dem Ziel, griff Fausto Masnada aus der Verfolgergruppe an und setzte sich in der Abfahrt ab. Anschließend reduzierte er seinen Rückstand auf den führenden Tadej Pogačar und schloss 15,7 Kilometer vor dem Ziel zu ihm auf. Der Rückstand der Verfolgergruppe war zwischenzeitlich auf beinahe 50 Sekunden angewachsen.
Zwar beteiligte sich Fausto Masnada zu Beginn an der Führungsarbeit und löste Tadej Pogačar immer wieder ab, da jedoch mit seinem Teamkollegen Julian Alaphilippe ein endschneller Fahrer in der Verfolgergruppe war, wurde er rund 10 Kilometer vor dem Ziel angewiesen am Hinterrad des Slowenen zu bleiben. Dies führte dazu, dass die Verfolgergruppe ihren Rückstand auf eine halbe Minute reduzieren konnte. Da sie sich jedoch in der Nachführarbeit nicht einig waren, konnten sie die Lücke nicht schließen.
Auf dem letzten kurzen Anstieg in die Oberstadt von Bergamo (Colle Aperto) konnte sich keiner der Spitzenreiter absetzten, und so kam es zu einem Sprint, den Tadej Pogacar von vorne fahrend gewann. Der dritte Platz ging an Adam Yates vor Primoz Roglic, obwohl die beide zwar auf dem Anstieg in die Oberstadt abgehängt worden waren, konnten sie jedoch den Schwung aus der Abfahrt besser mitnehmen und so die restlichen Fahrer der Verfolgergruppe im Sprint besiegen.
Tadej Pogacar gewann die Lombardei-Rundfahrt als erster Slowene und bei seinem ersten Antritt. Neben der Tour de France gewann er im Jahr 2021 mit Lüttich-Bastogne-Lüttich auch zwei Monumente.

## Rennergebnis
| Platz | Fahrer             | Nation | Team                     | Zeit                   |
| ----- | ------------------ | ------ | ------------------------ | ---------------------- |
| 01.   | Tadej Pogačar      | SLO    | UAE Team Emirates        | 6:01:39 h (39,65 km/h) |
| 02.   | Fausto Masnada     | ITA    | Deceuninck-Quick-Step    | "                      |
| 03.   | Adam Yates         | GBR    | Ineos Grenadiers         | + 0:51 min             |
| 04.   | Primož Roglič      | SLO    | Jumbo-Visma              | "                      |
| 05.   | Alejandro Valverde | ESP    | Movistar                 | "                      |
| 06.   | Julian Alaphilippe | FRA    | Deceuninck-Quick-Step    | "                      |
| 07.   | David Gaudu        | FRA    | Groupama-FDJ             | "                      |
| 08.   | Romain Bardet      | FRA    | Team DSM                 | "                      |
| 09.   | Michael Woods      | CAN    | Israel Start-Up Nation   | "                      |
| 10.   | Sergio Higuita     | COL    | EF Education-Nippo       | + 2:25 min             |
| 11.   | Nairo Quintana     | COL    | Team Arkéa-Samsic        | "                      |
| 12.   | Attila Valter      | HUN    | Groupama-FDJ             | + 0:49 min             |
| 13.   | Vincenzo Nibali    | ITA    | Trek-Segafredo           | + 2:15 min             |
| 14.   | Jonas Vingegaard   | DEN    | Jumbo-Visma              | "                      |
| 15.   | Lorenzo Fortunato  | ITA    | Eolo-Kometa Cycling Team | "                      |
| 16.   | Nélson Oliveira    | POR    | Movistar                 | "                      |
| 17.   | Pawel Siwakow      | RUS    | Ineos Grenadiers         | + 2:35 min             |
| 18.   | Mikel Nieve        | ESP    | Team BikeExchange        | + 2:49 min             |
| 19.   | Remco Evenepoel    | BEL    | Deceuninck-Quick-Step    | + 3:13 min             |
| 20.   | Bauke Mollema      | NED    | Trek-Segafredo           | + 3:23 min             |